# Сен-Виктор-де-Морестель
Сен-Виктор-де-Морстель (фр. Saint-Victor-de-Morestel) — коммуна во Франции, находится в регионе Рона — Альпы. Департамент коммуны — Изер. Входит в состав кантона Морстель. Округ коммуны — Ла-Тур-дю-Пен.
Код INSEE коммуны — 38465. Население коммуны на 1999 год составляло 849 человек. Населённый пункт находится на высоте от 205  до 272  метров над уровнем моря. Муниципалитет расположен на расстоянии около 430 км юго-восточнее Парижа, 55 км восточнее Лиона, 60 км севернее Гренобля. Мэр коммуны — M. Albert Ray, мандат действует на протяжении 2001—2008 гг.
Динамика населения (INSEE):